# خط عرض 48° جنوب
خط عرض 48° جنوب هي إحدى دوائر العرض الجغرافية، وهي دوائر وهمية تحيط بالكرة الأرضية، وموازية لخط الاستواء، وتتميز هذه الدائرة بأن الأراضي الواقعة عليها تنتمي للمنطقة المعتدلة الباردة.

## حول العالم
خط عرض 48° جنوب يبدأ من خط الزوال الأولي ويتجه شرقا ويمر عبر:
| الإحداثيات                          | البلد أو الإقليم أو البحر | ملاحظات                          |
| ----------------------------------- | ------------------------- | -------------------------------- |
| 48°0′S 0°0′E / 48.000°S 0.000°E     | المحيط الأطلسي            |                                  |
| 48°0′S 20°0′E / 48.000°S 20.000°E   | المحيط الهندي             |                                  |
| 48°0′S 147°0′E / 48.000°S 147.000°E | المحيط الهادئ             |                                  |
| 48°0′S 75°18′W / 48.000°S 75.300°W  | تشيلي                     | Patagonic Archipelago و mainland |
| 48°0′S 72°25′W / 48.000°S 72.417°W  | الأرجنتين                 |                                  |
| 48°0′S 65°55′W / 48.000°S 65.917°W  | المحيط الأطلسي            |                                  |